# Johann Winter von Andernach
Johann Winter von Andernach (ou Jean Gonthier d'Andernach, Jean Guinther d'Andernach et en latin Ioannes Guintherius Andernacus) est un médecin allemand de la Renaissance, né à Andernach en 1505 et mort en 1574 à Strasbourg.
Helleniste distingué, il est surtout connu pour ses traductions des classiques médicaux grecs en latin. Il est réputé en son temps comme anatomiste de l'école de Paris où il a pour élève et assistant André Vésale.
En médecine, c'est un réprésentant d'un courant conciliateur cherchant à réunir la médecine humorale de Galien avec la médecine chimique de Paracelse.

## Biographie

### Origine et formation
Né à Andernach en 1497 ou 1505, d'une famille pauvre, il changera son nom véritable Winter ou Winther en se donnant le nom de Guinter  ou Guinther. Il doit à la générosité de quelques personnes de pouvoir faire des études complètes. À douze ans, il est envoyé à Utrecht pour étudier les belles-lettres et le grec, puis à Deventer à l'école des frères de la vie commune et enfin à Marbourg pour s’instruire dans les sciences et la philosophie,.
Il aurait été obligé de mendier pour survivre, mais doué d’une aptitude particulière pour la langue grecque, il devient rapidement un helléniste distingué , professeur à l’université de Louvain.
Du grec, il passe à la médecine et pour ce faire il vient à Paris en 1525-1526. Son mérite lui vaut soutien et protection de la part de Lascaris, de Budé et du cardinal du Bellay. Il se plonge dans l’étude de Galien et d’Hippocrate en suivant les cours de la Faculté, où depuis un siècle on n’avait pas vu d’étudiant allemand. il est licencié en 1530, docteur en 1532 et enfin professeur en 1534,,.

### Carrière
En 1535, il obtient une place de médecin du Roi auprès de François Ier, mais non fixé totalement à la Cour, il ouvre aussi un cours d’anatomie, concurremment avec son ami Sylvius, en ayant Vésale pour élève et assistant,.
Sa renommée est telle que le roi de Danemark, Christian III, lui fait les offres les plus brillantes pour l’attirer a sa cour ; mais Gonthier préfère rester à Paris, alors centre intellectuel du monde.
En 1538, il est obligé de fuir la capitale, à cause de ses opinions religieuses : né catholique, il devient protestant luthérien après un voyage à Wittemberg . Il trouve d’abord un asile à Metz puis à Strasbourg auprès de Jean Sturm où il occupe la chaire de grec du Gymnasium (devenu Gymnase Jean-Sturm),.

Il devient l'ami de réformés de Strasbourg : Matthieu Zell, sa femme Catherine Zell, et Martin Butzer. Ce dernier lui obtient la place de médecin personnel auprès de Wolfgang de Bavière. Il parcourt l'Alsace, l'Allemagne et l'Italie en recueillant des documents pour son grand traité Des bains (De balneis). Il continue sa pratique médicale et ses traductions du grec. Vers 1560, il est anobli par l'empereur Ferdinand Ier,

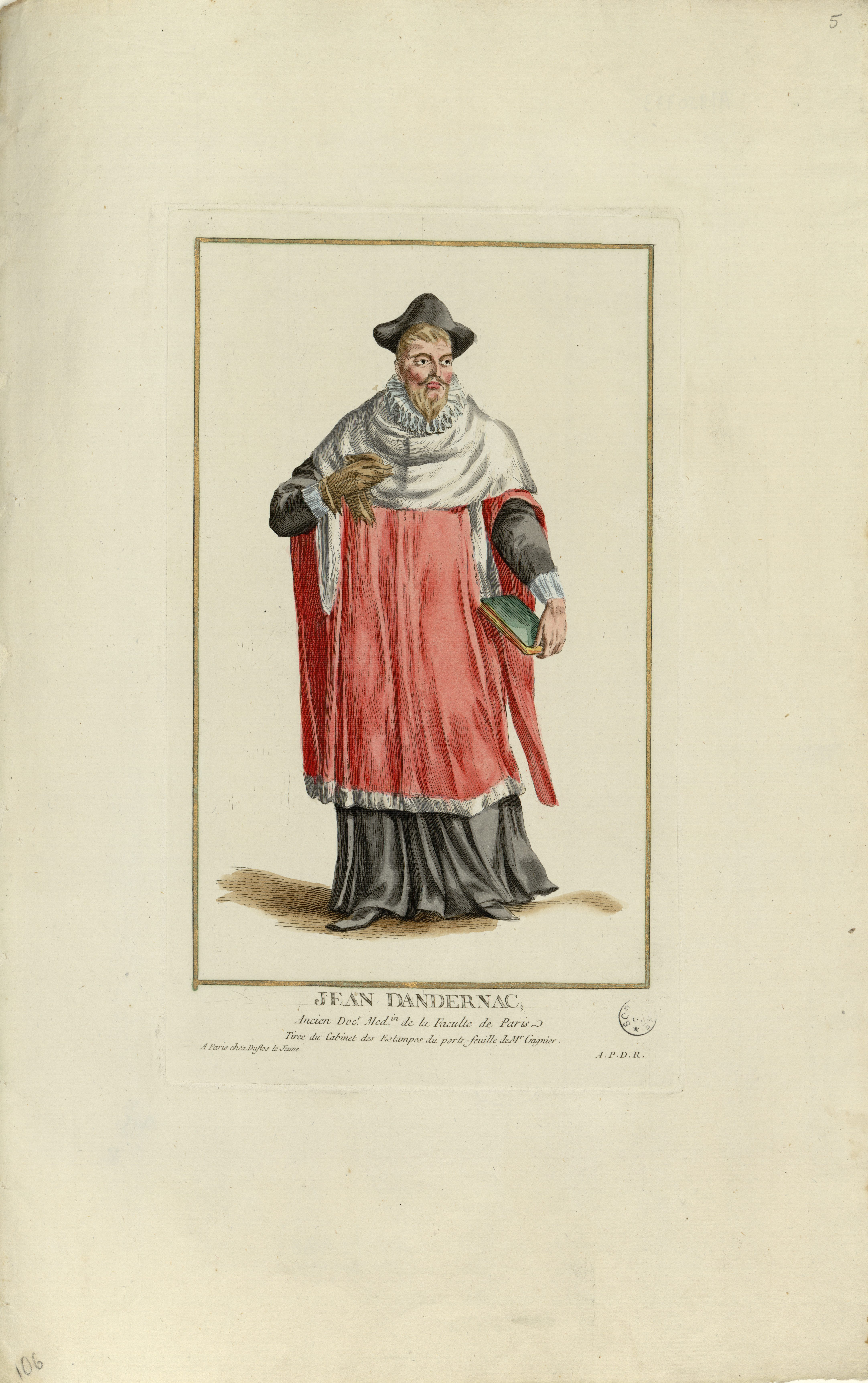
Jean d'Andernac, docteur médecin de la faculté de Paris (Bibliothèque de la Sorbonne, NuBIS) par Jean Touzé, collection d'estampes de Pierre Ganière (1663?-1721).

Il meurt le 4 octobre 1574 d'une fièvre ardente contractée auprès d'un seigneur malade. Il est enterré au cimetière  Saint-Gall de Strasbourg.

## Travaux

### Philologie
L'expression humanisme de la Renaissance n'a pas de réelle application en médecine. Ce que les historiens appellent humanisme, les médecins de la Renaissance l'appellent Hellénisme.
Expert en philologie classique, Gonthier a publié de nombreuses traductions de classiques médicaux, du grec original en latin. En 1527, il publie une grammaire Syntaxis Graeca (syntaxe de la langue grecque).
On lui doit en particulier une traduction de quelques textes de Galien dont De sectis (sur les écoles médicales)  et De Tumoribus (sur les tumeurs) imprimés par Simon de Colines en 1528, et celle de textes chirurgicaux de Paul d'Égine (livre VI de son  Epitomes iatrikes) en 1532. Ces traductions, à visée pratique, sont destinées à des groupes spécifiques comme les étudiants ou les chirurgiens.
Les autres traductions sont celles de quelques ouvrages de Polybe, d’Oribase, de Caelius Aurelianus, et d’Alexandre de Tralles.

### Anatomie
Lorsque Gonthier vient à Paris en 1526, il fonde avec Jacques Dubois ou Sylvius un nouveau centre d'études anatomiques pour toute l'Europe de la première moitié du XVIe siècle. Il s'agissait alors d'une anatomie philologique basée sur la démonstration des textes originaux grecs. Les médecins pensaient accéder ainsi à la lettre et l'esprit des grands auteurs classiques, au savoir médical supérieur d'un Âge d'or à renouveler pour leur temps.

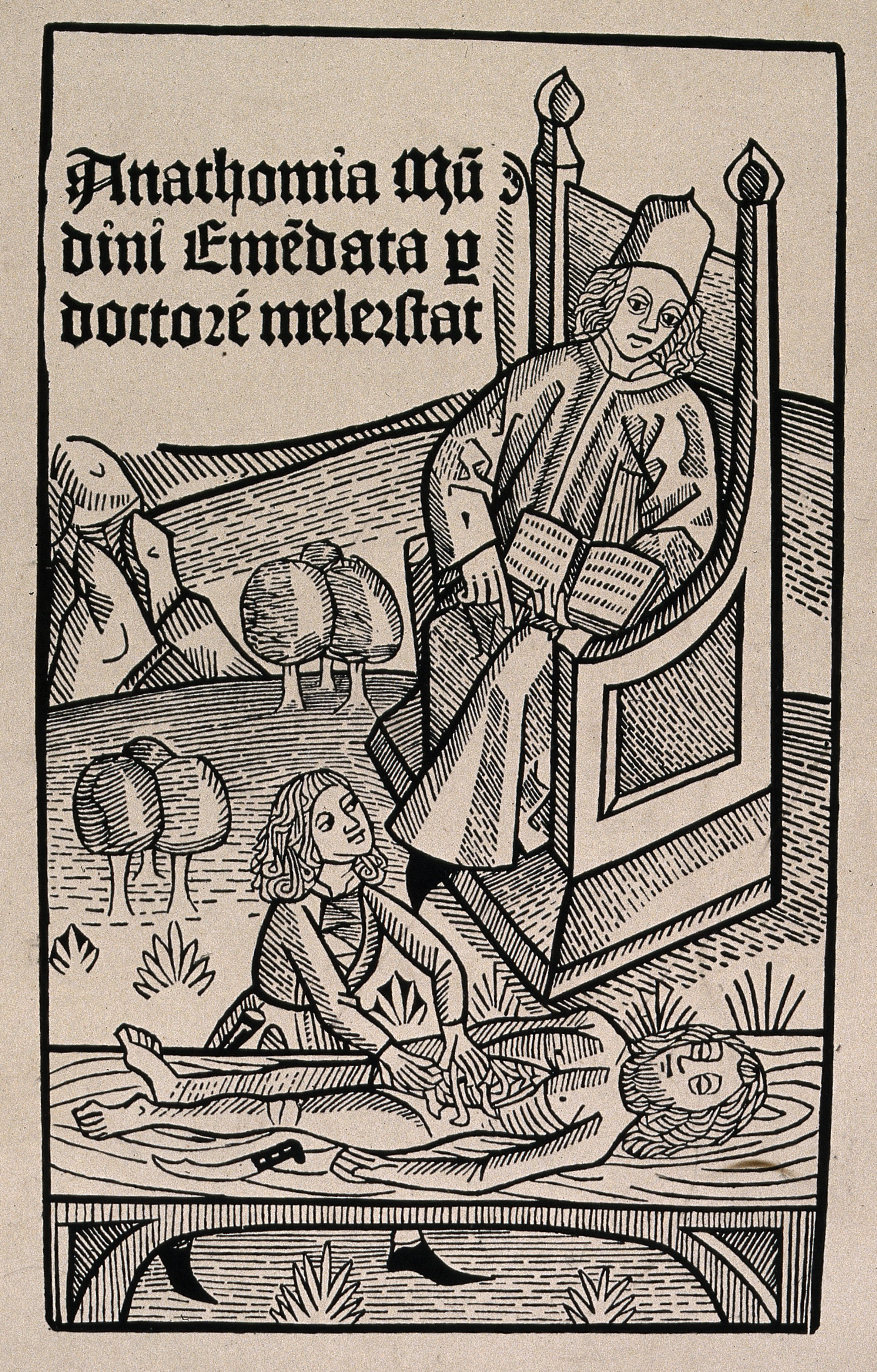
Leçon d'anatomie : le lecteur en chaire commente la dissection opérée par le prosecteur. Gravure sur bois de l' Anathomia de Mondino de' Liuzzi, édition de 1493.

En 1536, Gonthier publie Institutionnes Anatomicae un traité d'anatomie basée sur les techniques de dissection de Galien, mouvement enclenché par Mondino de' Liuzzi de Bologne . Si Dubois réalise ses propres dissections, Gonthier est plus livresque. Ils ont tous deux comme élèves et assistants Vésale et Servet,.
Vésale se montrera très sévère envers cet enseignement, en ridiculisant ses maîtres. Selon lui, les démonstrations anatomiques duraient trois jours au cours desquelles « À l'exception de 8 muscles abdominaux honteusement mutilés et dans le mauvais ordre, aucun autre muscle, os, et encore moins une série précise de nerfs, veines, ou artères ne m'a été démontrée par personne ».

À propos de Gonthier, il écrit qu'il ne l'a jamais vu inciser un cadavre « sauf ceux qui se trouvent dans son assiette ». Il décrit ainsi une leçon d'anatomie :
Les lecteurs sont dans leur perchoir comme un choucas, bavardant avec arrogance sur des choses qu'il n'ont jamais cherché, seulement citées dans les livres d'autrui (...) les prosecteurs sont si ignorants qu'ils sont incapables d'expliquer les dissections aux assistants (...) ainsi tout est faux, le temps est gaspillé en questions absurdes, et la confusion est telle qu'on pourrait en apprendre plus à l'étal d'un boucher.
Pour les historiens modernes, les accusations de Vésale étaient injustes, car Gonthier dans son traité d'anatomie fait l'éloge de son élève Vésale en lui attribuant la découverte de l'asymétrie d'origine des vaisseaux spermatiques (veine testiculaire et veine ovarique), y compris après la nouvelle édition de son Institutionnes Anatomicae de 1538 corrigée par Vésale.
Une des principales découvertes de Gonthier concerne sa description d'un « pancréas », il s'agit en fait  du pancréas d'Aselli (vaisseaux lymphatiques de la racine du mésentère près du pancréas).
En ostéologie, il décrit des petits os irréguliers trouvés dans les sutures craniennes dits osselets d'Andernach faisant partie des os wormiens.
Il est alors considéré comme le « restaurateur des études anatomiques » à la Faculté de Paris et finalement loué comme un noble « humaniste », patient, tolérant et généreux, se plaçant en dehors des conflits.

### Chimie

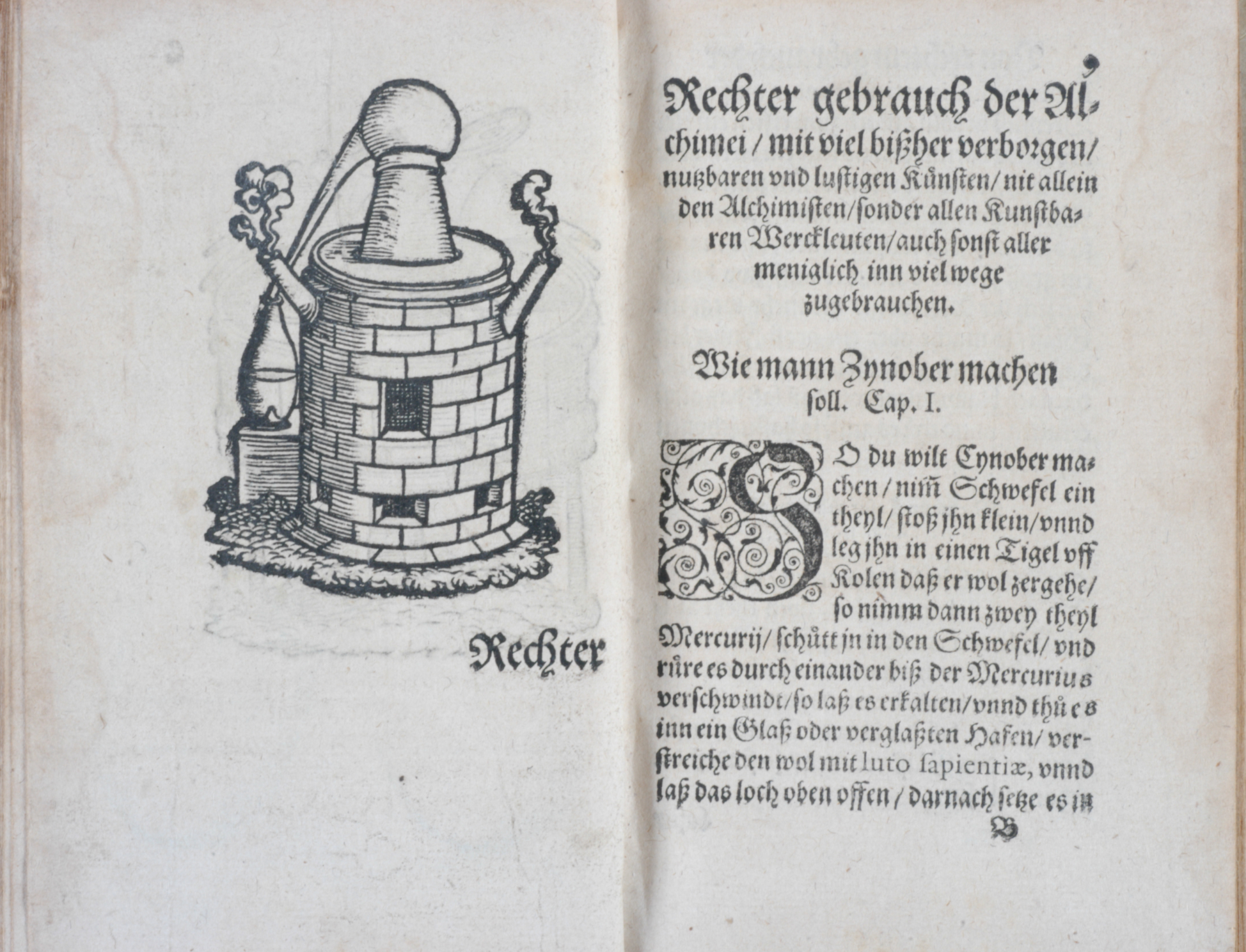
Ouvrage allemand anonyme d'alchimie (Francfort, 1570) montrant un appareil de distillation pour la préparation du cinabre (sulfure de mercure).

Après son départ de Paris en 1538, Gonthier prend connaissance des premiers textes de Paracelse et des médecins chimistes qui commencent à être publiés. Il adopte une position de conciliation dans le grand débat européen qui oppose la médecine humorale de Galien à la médecine chimique de Paracelse, en publiant De medecina veteri et nova tum cognoscenda tum facienda commentarii duo (1571). Il s'agit d'un grand ouvrage sur les deux médecines, l'ancienne et la nouvelle, dédié à l'empereur Maximilien II,
S'il condamne les aspects magiques de la médecine de Paracelse, et l'arrogance de ses adeptes  qui mélangent le vrai et le faux, il se montre très intéressé par les résultats des nouveaux remèdes chimiques. Il pense que la valeur du fer, de l'antimoine et des composés mercuriels est clairement démontrée, notamment celle du minéral de turpeth (sulfate ou chlorure de mercure) présenté comme le vrai traitement de la syphilis. Et par dessus tout, il loue l'aurum potabile (or potable) comme paraissant guérir la plupart des maladies,.
Pour justifier ces remèdes chimiques, il s'efforce de minimiser les différences théoriques entre les deux médecines. Les galénistes ne devraient pas oublier que l'analogie macrocosme-microcosme figure aussi en bonne place dans les textes classiques ; les paracelsiens devraient considérer que les processus chimiques transforment les qualités, donc que le principe paracelsien le semblable guérit le semblable peut aboutir au principe galénique de la guérison par les contraires,.
Gonthier croit que « les Anciens, grâce à l'autorité du temps passé, méritent la première place », mais que les travaux récents des chimistes sont aussi de grande valeur. Il pense qu'il y a de la fausseté et de la vertu dans les deux camps, et que les médecins doivent prendre ce qu'il y a de bon chez les uns et chez les autres,.

### Autres
Gonthier a publié de nombreux ouvrages : notamment sur la peste, les eaux minérales et l'hygiène des femmes en couches.

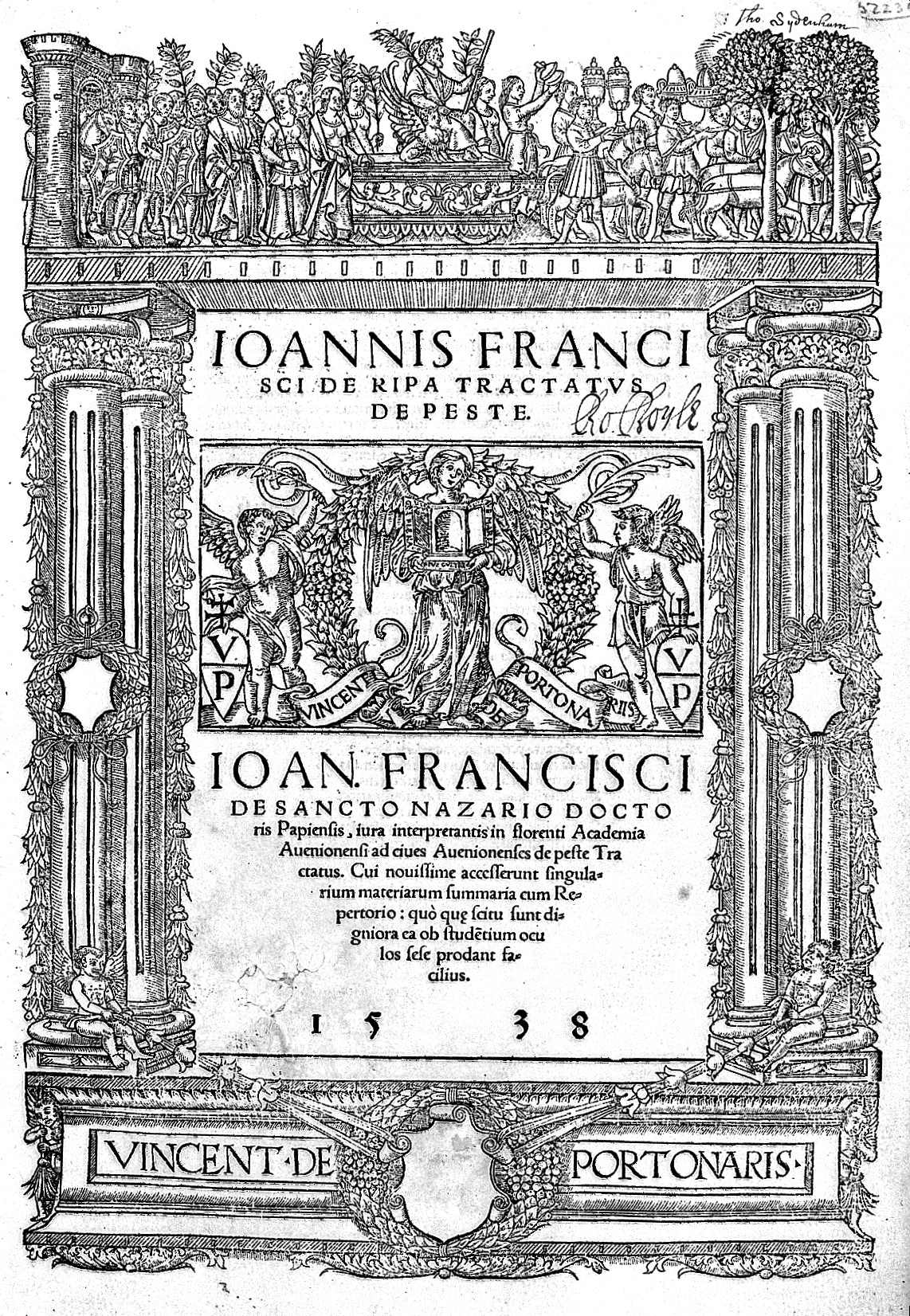
Un traité de peste publié en 1538, rédigé par Jean-François de Saint-Nazaire. L'exemplaire porte les signatures manuscrites de Robert Boyle (1627-1691) (sous le titre) et de Thomas Sydenham (1624-1689) en haut à droite.

En tant que médecin praticien, il est confronté en Alsace à plusieurs épidémies de peste . À la requête des autorités municipales, il écrit de nombreux traités de peste. Il s'agit d'un genre très répandu depuis l'invention de l'imprimerie : le texte initial est en latin rédigé par des médecins, mais bientôt traduit en langue vernaculaire pour le grand public.
Après la peste de 1541, où il perd sa première femme, il rédige De victus ed medicinae ratione cum alio tum pestilentiae tempore observanda commentarius (Strasbourg, 1542), traduit en français Instruction très utile par laquelle un chacun se pourra maintenir en santé, tant au temps de peste, comme autre temps (1544 et 1547). Après les épidémies de 1552-1553 et 1563-1564, il rédige sur le même sujet Bericht, regiment, und Ordnung wie die Pestilenz und die pestilenzialische Fieber zu erkennen und zu kurieren (Strasbourg, 1564) et De pestilentia commentarius in quatuor dialogos distinctus (Strasbourg, 1565),.
Les conceptions de Gonthier sont celles de son temps. Il souligne cependant la contagiosité en insistant sur les moyens de prévention : la fuite, l'isolement, la quarantaine, la propreté des rues, l'hygiène corporelle et mentale. La peste est la maladie la plus difficile à traiter : elle relève de l'aide de Dieu.
Dans Commentarius de balneis et aquis medicalis (Strasbourg, 1565, in-8°), il donne des détails sur les eaux thermales de Baden-Baden, de Bad Ems, de Karlsbad etc… Il note que les sources peuvent tarir. Pour y remédier, il donne des recettes de fabrication de telles eaux en faisant infuser dans l'eau douce simple, des plantes et des fossiles,.
Dans Gynaeciorum commentarius, de gravidarum, parturentium, puerperarum & infantium cura (Strasbourg, 1606, in-8°), il traite de la conduite à tenir durant la grossesse et après la naissance. Il s'agit d'un ouvrage posthume publié par Johann Georg Schenck von Grafenberg (de) qui y ajoute un supplément bibliographique listant tous les auteurs qui ont écrit sur le même sujet, des premiers temps jusqu'au début du XVIIe siècle.